# Илия Топаловски
Илия Топаловски с псевдоним Аврам (на македонска литературна норма: Илија Топаловски-Аврам) е югославски партизанин и деец на Комунистическата съпротива във Вардарска Македония.

## Биография
Роден е през 1922 година в град Битоля. Увлича се по комунистическите идеи. През 1941 година влиза в НОВМ. На следващата година е осъден задочно поради комунистическа дейност. В рамките на окупираната от Италия част от Македония извършва нелегална дейност. По-късно е политически комисар на чета, а след това изпълнява политически функции в Първа македонско-косовска ударна бригада. Главен редактор е на вестника на първа македонска ударна бригада Народен войник и на вестника на Главния щаб на НОВ и ПОМ Народен войник. Избран е за делегат на Второто заседание на АСНОМ. Участва във втората езикова комисия на АСНОМ. След Втората световна война става югославски дипломат. Бил е посланик на Югославия в Тунис (1958-1960), Гвинея (1960-1963), Норвегия (1967-1970), Индия (1973-1977) и Япония (1982-1986).
През 1989 г. се сформира Дружество за югославско-японско приятелство, а Топаловски е избран за негов първи председател.